# Hank Medress
Henry Medress, detto Hank (New York, 19 novembre 1938 – New York, 18 giugno 2007), è stato un cantante e produttore discografico statunitense.

## Biografia
Nel 1953, presso la Lincoln High School di Brooklyn, Hank Medress fondò il gruppo musicale pop dei Lino-Tones, con la collaborazione di Neil Sedaka, che però lo abbandonò presto per intraprendere una carriera autonoma. Facevano parte dei Lino-Tones anche Jay Siegel, Mitch e Phil Margo.
Nel 1958 Medress diede vita ai The Tokens e nel 1961 pubblicò "The Lion Sleeps Tonight", canzone derivante da una melodia popolare africana, Wimoweh. Con questa canzone rimase in vetta alle classifiche delle vendite negli USA per svariati mesi.
La sua incisione ha oltrepassato i confini ed è diventata famosa in tutto il mondo e popolare fra i giovani delle varie generazioni che si sono succedute. Ancora oggi viene trasmessa per radio e televisione.
Negli anni '70 abbandonò la carriera di cantante e divenne produttore musicale di gruppi quali The Chiffons (che nel 1963 portarono in classifica il brano He's So Fine) e Tony Orlando and Dawn, in co-produzione con Dave Appell.
Ai primi degli anni '90 è stato alla presidenza della EMI Music Publishing del Canada. In seguito ha ricoperto il ruolo di consulente per la società no-profit Sound Exchange.
Afflitto da un tumore ai polmoni, è scomparso a Manhattan, New York, all'età di 68 anni.